# Merkin Concert Hall

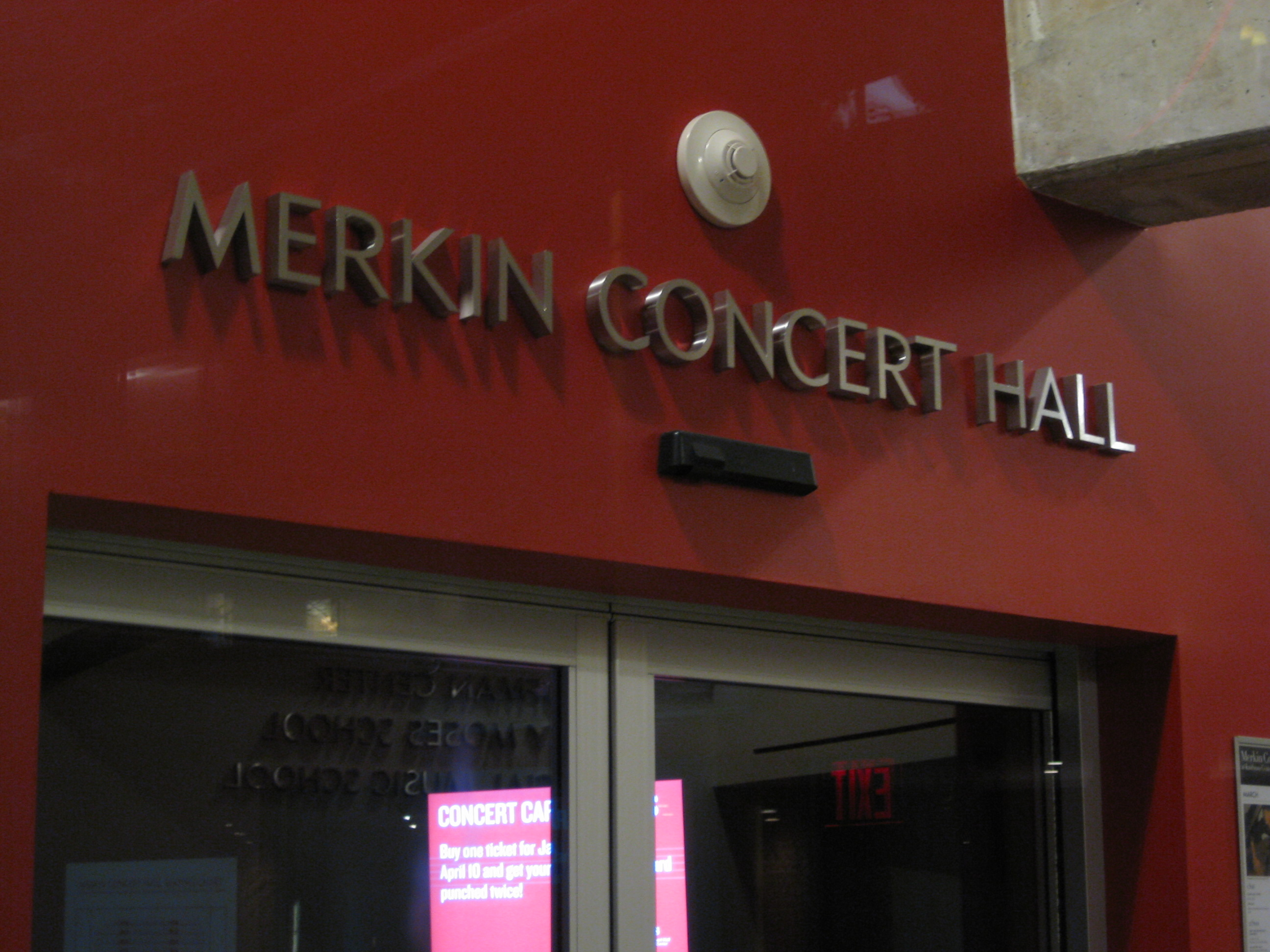
Die Merkin Concert Hall

Die Merkin Concert Hall ist die Konzerthalle des Kaufman Music Center in Manhattan, New York City, zwischen Broadway und Amsterdam Avenue. Sie wurde zu Ehren der Sponsoren Hermann Merkin und Ursula „Ulla“ Merkin nach ihnen benannt und hat sich als wichtiger Veranstaltungsort in New York vor allem für Kammermusik und Jazz etabliert. Sie fasst 449 Plätze und verzeichnet jährlich über 50.000 Besucher.
In der Merkin Concert Hall finden jedes Jahr über 200 Konzerte statt, darunter über 50 Aufführungen des Kaufman Music Center. Es gibt mehrere langjährige Serien, in denen etablierte und aufstrebende Künstler sowie Broadway- und familienorientierte Programme vorgestellt werden. Die Konzerthalle ist bekannt für ihre gute Akustik.

## Geschichte
Die Merkin Concert Hall wurde 1978 im Abraham Goodman House eröffnet, das zum Kaufman Music Center (damals The Hebrew Art School) gehört und das der renommierte Architekt Ashok Bhavnani gestaltet hatte, der dafür mit dem Bard Award ausgezeichnet worden war. Die Konzerthalle profilierte sich bald mit einer innovativen Programmierung klassischer und neuer Musik und wurde dafür dreimal mit einem Preis der American Society of Composers, Authors and Publishers (ASCAP) für Kammermusik ausgezeichnet.
Seit 2003 findet das 1988 gegründete New York Festival of Song in der Merkin Concert Hall statt.
Bei der umfassenden Renovation des Kaufman Music Center 2007 wurde auch die Merkin Concert Hall miteinbezogen. Unter der Leitung des Architekten Robert A. M. Stern wurde das Abraham Goodman House innen und außen renoviert. Die Lobby wurde neu gestaltet und die Konzerthalle mit modernen technischen audiovisuellen Einrichtungen einschließlich eines professionellen Aufnahmestudios, Filmprojektionseinrichtungen und eines Infrarothörsystems für Hörbehinderte ausgerüstet. Die Konzerthalle wurde am 21. Januar 2008 nach neun Monaten Renovation mit einem 6-stündigen Klaviermarathon unterschiedlicher Stile, u. a. mit John Medeski, Philip Glass, Stephen Flaherty und William Bolcom, wiedereröffnet.
Seit 2019 findet das Ecstatic Music Festival, das Interpreten und Komponisten verschiedener Musikrichtungen präsentiert, in der Merkin Concert Hall statt.
Die Konzerthalle liegt im Viertel Lincoln Square in der Nähe des Lincoln Center, ist aber nicht mit diesem verbunden.

## Kaufman Music Center
Das Kaufman Music Center umfasst außer der Merkin Music Hall die Lucy Moses School, eine kommunale Kunstschule, und die Special Music School (P.S. 859), eine öffentliche, staatlich finanzierte Schule für musikalisch begabte Kinder, sowie das Programm Face the Music, in dem junge Studierende Werke lebender Komponisten kennenlernen und aufführen sollen.